# María del Carmen García Lasgoity
María del Carmen García Lasgoity (Madrid, 1911-Madrid, 16 de diciembre de 2002) fue una actriz española. Participó junto a Eduardo Ugarte y Federico García Lorca en La Barraca, un grupo de teatro universitario de carácter ambulante organizado al comienzo de la Segunda República, y de modo complementario al Teatro del Pueblo de las Misiones Pedagógicas.
A consecuencia de la guerra civil española se exilió residiendo sucesivamente en Francia, Argentina, Chile y Perú. Regresó a España en 1954 tras un decreto de amnistía.

## Biografía
Nacida en una familia de clase media, su padre, un hombre de negocios, conoció a su esposa en Uruguay donde se habían casado. Trasladados a Madrid, María del Carmen ingresó en el Instituto Escuela, centro inspirado por la Institución Libre de Enseñanza. Allí, durante una representación de Estragos de amor y celos de Juan Valera, en la que ella encarnaba a la protagonista del drama, fue fichada por Federico García Lorca para formar parte de La Barraca. Era el año de 1931. A pesar de la oferta, ella se matriculó en la facultad de Filosofía y Letras de la Complutense madrileña. No obstante, en la primera semana de junio de 1932 inició los ensayos del grupo universitario en el auditorio de la  Residencia de Estudiantes y en la Residencia de Señoritas. El 10 de julio, los “barraqueros” partieron en sus dos camiones Chevrolet, hacia el Burgo de Osma, en cuya plaza mayor debutó la compañía con el entremés de Cervantes La cueva de Salamanca, representación en la que la primera en aparecer en escena era la joven García Lasgoity.
En aquel ámbito no profesional de actividad voluntaria, gratuita y compartida, en compañía de otras jóvenes como su propia hermana Julita o la hermana de Federico, Isabel García Lorca, los también hermanos Modesto Higueras y Jacinto Higueras, o el pintor Benjamín Palencia, entre otros participantes en el proyecto. María del Carmen fue encargada del mantenimiento del vestuario y los baúles del atrezzo en general.
Con un repertorio variado de piezas de teatro clásico, títeres, farsas, autos sacramentales y lectura y representación de poesía, realizarían varias giras hasta que les fue retirada la subvención conseguida por la facción progresista de la República, y ante las acusaciones de la prensa reaccionaria y los elementos ultramontanos y tradicionalistas, de nuevo emergentes.
Desde su creación y aun en el inicio de la guerra civil, la Barraca representó un total de 13 obras en 74 poblaciones de España y el norte de África. También fueron incluidos en los cursos de verano de la Universidad Internacional de Santander, donde coincidirían con importantes poetas de la Generación del 27, como Jorge Guillen, Pedro Salinas, Dámaso Alonso, además de Vicente Aleixandre, Rafael Alberti o el propio Federico García Lorca, que no obstante abandonó el proyecto en 1934, dejándolo a cargo de Eduardo Ugarte, y pasando la dirección del teatrillo de títeres al cuidado de María del Carmen.
Desmantelada La Barraca, la joven García colaboró con las colonias republicanas para niños refugiados. Se trasladó luego a Cullera para trabajar en los servicios de traslado y registro de la Pinacoteca del duque de Alba en Valencia; y en julio de 1937 participó en los actos de clausura del II Congreso Internacional de Escritores para la Defensa de la Cultura, en la puesta en escena de Mariana Pineda, en homenaje al asesinado Federico García Lorca.
Siguiendo al gobierno legítimo de la Segunda República, María se trasladó a Barcelona donde contrajo matrimonio con Jesús Prados Arrarte, catedrático, economista y miembro del estado mayor republicano.
En septiembre de 1938, para proteger el embarazo de su hijo, se trasladó a Toulouse en el Languedoc, donde nacería el bebé. Quedaba atrás su marido, hasta que en febrero de 1939 los restos del ejército y el gobierno republicano cruzaron la frontera francesa. En principio, Jesús prados, fue internado en un campo de concentración francés, hasta que pudo salir y reunirse con su mujer y su hijo y viajar a Chile acogidos por Pablo Neruda, en aquellas fechas embajador de Chile a Francia. Pasarían luego a la Argentina (septiembre de 1939), donde permanecerían durante doce años y nació su segunda hija. En 1954 regresaron a España, y tras trabajar en el Banco de España, en 1959 se reintegró a la Universidad de Santiago de Compostela como catedrático de Economía Política; se trasladó después a la Universidad de Salamanca y en 1960 ganó la cátedra de su disciplina de la Universidad Complutense de Madrid. No obstante, en 1962 tras participar en el primer encuentro de exiliados republicanos, fue desterrado a París, de donde pudo pasar a Perú tras gestiones de las Naciones Unidas, viviendo la familia un nuevo exilio, hasta la muerte de Franco en que Prados pudo reincorporarse a la cátedra de economía, y nominado finalmente en 1981 a la Real Academia de la Historia, dos años antes de su muerte en Madrid el 24 de junio de 1983.
María del Carmen García Lasgoity, ya viuda y octogenaria, recibió el 16 de diciembre de 1998, en la Residencia de Estudiantes de Madrid el Homenaje de la Asociación de Actores a los supervivientes de La Barraca. Falleció en la capital de España el 16 de diciembre de 2002.